# Klassisksproglig studentereksamen
Klassisksproglig studentereksamen kaldes også gammelsproglig studentereksamen. Ved gymnasiereformen i 1903 var det en videreførelse af den hidtidige sproglig-historiske linje, hvor hovedvægten havde ligget på de uddøde sprog oldgræsk og latin. Indtil gymnasiereformen i 1871 havde hebræisk også været et af fagene. 
Ved gymnasiereformen i 1871 indførtes matematisk studentereksamen (matematisk-naturfaglig), og ved gymnasiereformen i 1903 indførtes nysproglig studentereksamen.
Se i øvrigt: Studentereksamens historie.
| Skole | Spire Denne artikel om en skole, en uddannelsesinstitution eller uddannelse er en spire som bør udbygges. Du er velkommen til at hjælpe Wikipedia ved at udvide den. |